# Anders Holmgren
Anders Harald Holmgren, född 5 augusti 1874 i Stockholm, död 31 december 1968, var en svensk skogsman. 
Holmgren utexaminerades från skogsinstitutet 1898, blev föreståndare för Bispgårdens skogsskola, jägmästare i Bräcke revir 1912, överjägmästare i Övre Norrbottens distrikt 1917 och i Stockholm-Gävle distrikt 1925. Holmgren var en anlitad sakkunnig vid ett stort antal utredningar rörande norrländska skogsförhållanden, biträdde 1906-08 och 1911 vid uppgåendet av skyddskogsgränsen i Jämtland och Västerbotten, var ledamot och sekreterare i kolonisationskommittén 1916 och verkställande ledamot av Statens kolonisationsnämnd samma år, i vilken egenskap Holmgren hade ledningen av Statens försökskolonisering i Norrland. Från 1909 var Holmgren sekreterare i Norrlands skogsvårdsförbund och redaktör för dess tidskrifter.
Han var son till Hjalmar Josef Holmgren och bror till Erik Holmgren. Gift med Sofia Collberg (1884–1911), barn Axel Hjalmar Holmgren(1905–1951). Gift andra gången med Aliandra Collberg (1885–1964), barn Sofia Elisabeth Margareta Holmgren (1916–?), Sven Harald Holmgren (1923–1954).